# Національний парк Асо-Кудзю
Національний парк Асо-Кудзю (яп. 阿蘇くじゅう国立公園, Aso Kujū Kokuritsu Kōen) — національний парк у префектурах Кумамото та Оїта, Японія. Парк названий за назвою гори Асо, найбільшого діючого вулкану в Японії, і гір Кудзю.

## Історія
Заснований як національний парк Асо в 1934 році, у 1986 році після розширення парк був перейменований на національний парк Асо-Кудзю.

## Споріднені муніципалітети
- Кумамото: Асо, Кікучі, Мінаміасо, Мінаміоґуні, Огуні, Одзу, Такаморі, Убуяма[4]
- Оїта: Беппу, Коконое, Кусу, Такета, Юфу[4]